# 鳳天南
凤天南，为金庸小說飛狐外傳內的佛山鎮惡霸地主，為了兩畝地逼死四條人命，因此被胡斐追殺。曾數度贈金、贈屋欲求胡斐原諒，但胡斐不領情。在福康安的掌門人大會上與湯沛聯手作弊，後被湯沛所殺。逼姦袁紫衣之母袁銀姑，為袁紫衣之生父。

## 影視形象

### 劇集
- 秦沛：香港佳視電視劇《雪山飛狐》（1978年）
- 楊澤霖：香港無線電視劇《雪山飛狐》（1985年）
- 奚延宏：台灣台視電視劇《雪山飛狐》（1991年）
- 李國華：中國慈文影視《雪山飛狐》（2007年）
- 黑子：中國企鵝影視《飛狐外傳》（2022年）

### 電影
- 徐錦江：《飛狐外傳》（1993年），嘉禾電影公司